# تیکور
تیکور (به فرانسوی: Thicourt) یک کمون در فرانسه است که در Canton of Faulquemont واقع شده‌است.

## خصوصیات
تیکور ۵٫۵ کیلومترمربع مساحت و ۱۴۶ نفر جمعیت دارد و ۳۳۷ متر بالاتر از سطح دریا واقع شده‌است.